# 大都会的に
『大都会的に』（だいとかいてきに、ドイツ語: Großstädtisch）作品438は、カール・ミヒャエル・ツィーラーが、1892年頃に作曲したポルカ・シュネル。単に『大都会』とも。

## 解説

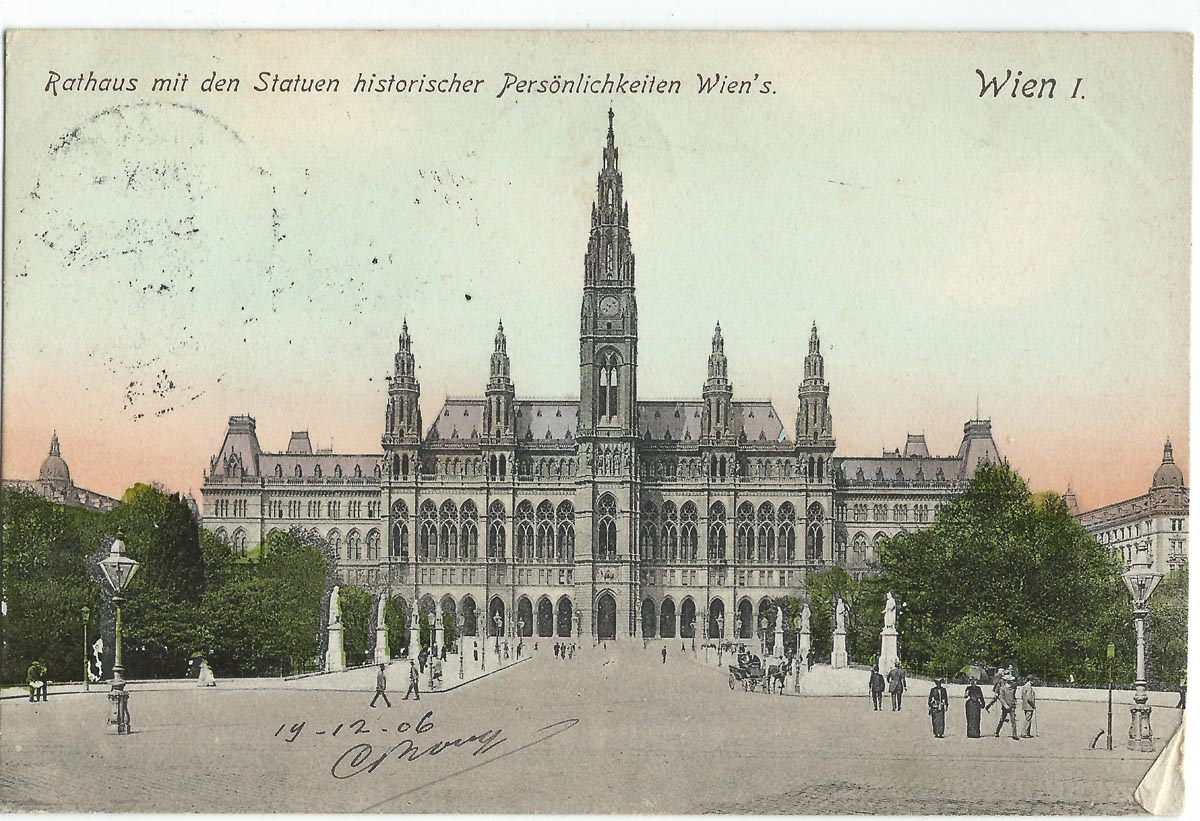
ウィーン市庁舎

この威勢のよいギャロップ調の足取りの楽曲は、1892年2月7日にウィーン市庁舎の大ホールで行われた舞踏会のための献呈作品として作曲・初演された。
作品の原題にある「Großstädtisch」とは、ドイツ語で「大都会的に」の意味を持つ形容詞であるが、この大都会とはいうまでもなく当時の帝都ウィーンを暗示するものである。この題名は、舞踏会が催される場所がウィーン市庁舎であることに由来する。ウィーン市庁舎での舞踏会のために作曲されたツィーラーの作品としては、他にワルツ『ウィーン市民』があるが、これもウィーン市に関連する題名が付けられているという点で共通する。
| スタブアイコン | サブスタブ | この項目は、まだ閲覧者の調べものの参照としては役立たない、クラシック音楽に関連した書きかけの項目です。この項目を加筆・訂正などしてくださる協力者を求めています（P:クラシック音楽/PJ:クラシック音楽）。 |